# Макетная плата
Макетная плата — универсальная печатная плата для сборки и моделирования прототипов электронных устройств. Макетные платы подразделяются на два типа: для монтажа посредством пайки и без таковой.

## Потребность в макетных платах
При создании прототипов электронных устройств приходится сталкиваться с рядом проблем.
- Плату необходимо конструировать и изготавливать, а при ошибке в схеме, возможно, переделывать.
- Для создания единственного экземпляра макетного устройства часто печатную плату делать просто невыгодно.
- Если схемы на аналоговых элементах и микросхемах низкой степени интеграции можно делать навесным монтажом, то микропроцессорные устройства выполнять таким образом сложно.

Особенно страдают радиолюбители: не имея особых навыков в проектировании схем, они больше вынуждены полагаться на «метод тыка». Чтобы разрешить это противоречие, промышленность выпускает широкий диапазон макетных плат — плат с проведёнными на них короткими дорожками. Соединяя дорожки проводниками, радиолюбитель получает нужную ему схему.

## Разновидности
Есть несколько различных типов макетных плат:
- Универсальные — имеют исключительно металлизированные отверстия, которые разработчик должен соединять перемычками.
- Для цифровых устройств — намечены возможные места под микросхемы, по всей плате проведены шины питания.
- Специализированные — для устройств на микросхеме конкретной модели. На таких платах есть как заранее разведённые стандартные цепи, так и матрица отверстий и дорожек для нестандартных. Например, для микроконтроллерных устройств стандартными цепями будут:
  - посадочное место для микросхемы,
  - питание,
  - «земля»,
  - кварцевый резонатор и линии внутрисхемного программирования.

### Макетные платы для монтажа в гнёзда
В таких макетных платах имеются тысячи отверстий, электрически связанных между собой, например, с помощью металлических полосок. Выводы радиодеталей и микросхем вставляются в эти отверстия, а затем соединяются перемычками — кусочками зачищенных проводов. Длинные ряды контактов вверху, посередине и внизу платы — шины питания. Они служат для соединения многочисленных точек схемы с источником питания и «землёй». Под каждым отверстием расположены упругие контакты специальной формы (обычно из никелевых сплавов) для обеспечения высокой проводимости и долговечности соединений. Каждый контакт макетной платы может выдерживать более 10 тыс. циклов установки и демонтажа компонентов с выводами диаметром от 0,3 до 0,8 мм. Расстояние между отверстиями составляет 2,54 мм, что является стандартным расстоянием между выводами большинства транзисторов и микросхем в DIP-корпусах (резисторы, конденсаторы и другие радиодетали обычно имеют гибкие длинные выводы, которые можно установить с иным шагом). Для некоторых микросхем в миниатюрных корпусах для поверхностного монтажа производятся платы-модули, позволяющие устанавливать их без пайки в предназначенные для DIP-компонентов макетные платы. На многих платах для удобства работы нанесена координатная сетка.
Макетные платы могут быть наращиваемыми (составными): на их боковых гранях макетной платы расположены пазы для соединения нескольких единичных плат в более крупную составную.